# Lady Carmela
Il Lady Carmela è un traghetto appartenente alla compagnia di navigazione italiana Gestour.

## Servizio
Varato il 30 aprile 1977 nel cantiere navale Usuki Shipyard of Usuki Iron Works Ltd di Usuki con il nome di Emsland e consegnato il 3 agosto successivo alla AG Ems & Schiffarts KG, prende servizio nello stesso mese nei collegamenti tra Eemshaven ed Esbjerg.
Nel 1978 viene noleggiato alla Peter Deilmann e impiegato nei collegamenti tra Neustadt e Rønne.
Dall'8 agosto al dicembre del 1978 viene noleggiato alla Harle Rederi Warrings e impiegato nei collegamenti tra Emden e Eemshaven.
Nel maggio del 1979 viene noleggiato alla Islena de Navegacion SA e l'8 giugno giunge a Cadice. Nello stesso giorno prende servizio nei collegamenti tra Algeciras e Ceuta, dove opera fino al 27 novembre dello stesso anno. Terminato il noleggio, viene disarmato a Emden.
Nell'aprile del 1984 viene noleggiato alla Emeraude Line e impiegato nei collegamenti tra Saint-Malo, Jersey e Guernsey.
Dal 10 giugno al 20 agosto 1985 viene noleggiato alla Rederi Ab Ölandsund e impiegato nei collegamenti tra Borgholm, Rønne e Travemünde.
Nel gennaio del 1986 viene venduto alla Scandi Line e, ribattezzato Bohus, prende servizio il 17 marzo successivo nei collegamenti tra Sandefjord e Strömstad.
Il 25 aprile 1989 viene noleggiato alla Saltens D/SA/S con l'intenzione di impiegare il traghetto nei collegamenti tra Ystad e Rønne. Tuttavia il progetto fallisce e il 2 maggio successivo viene noleggiato alla Weymouth Maritime Service e, ribattezzato St Julien, prende servizio nello stesso mese nei collegamenti tra Weymouth, Alderney, Jersey e Guernsey.
Il 17 ottobre termina il noleggio e fa ritorno in flotta Scandi Line. Nello stesso mese viene acquistato dalla Bornholms Express Ab e, ribattezzato Östersjön,  prende servizio il 1º maggio 1990 nei collegamenti tra Ystad e Rønne.
Il 17 aprile 1992 viene venduto alla Corsica Ferries - Sardinia Ferries e ribattezzato Jon per il trasferimento in Italia.
Il 14 aprile 1992 viene ribattezzato Elba Nova e prende servizio nei collegamenti tra Piombino e Portoferraio.
Dal 15 ottobre 1994 al 10 marzo 1995 viene noleggiato alla Emeraude Line e impiegato nei collegamenti tra Saint-Malo e le isole di Jersey e Guernsey. Terminato il noleggio, viene disarmato a La Spezia.
Il 10 giugno 1998 viene venduto alla Iscomar e, ribattezzato Nura Nova, prende servizio nello stesso anno nei collegamenti tra Alcúdia e Ciutadella de Menorca.

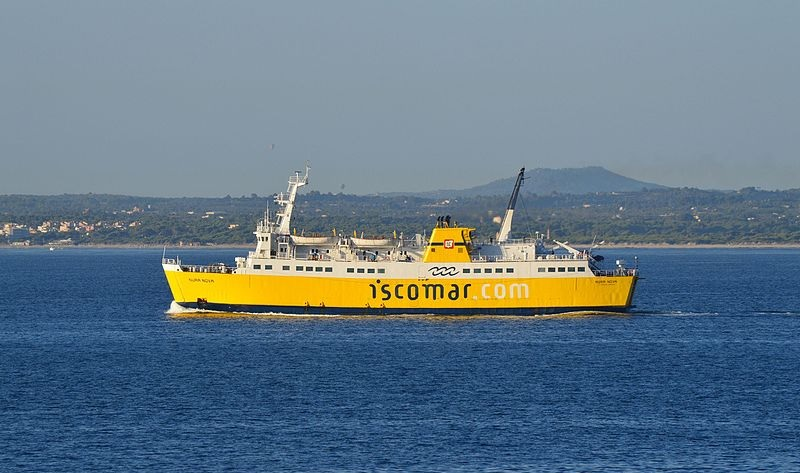
Il Nura Nova in partenza da Alcúdia nel 2014.

L'11 settembre 2016 viene disarmato e messo in vendita.
Nel novembre del 2016 viene venduto all'asta alla Formentera Cargo SL.
Nel febbraio del 2017 viene noleggiato alla Trasmediterránea, tornando a operare nei collegamenti tra Alcúdia e Ciutadella.
Nel gennaio del 2019 ne viene annunciata la cessione alla Gestour e il 7 gennaio termina il servizio per Trasmediterránea. Il 15 gennaio giunge a Napoli e nel mese successivo viene ribattezzato Lady Carmela. Successivamente prende servizio nei collegamenti tra Pozzuoli e Ischia.
Nell'ottobre 2022 viene disarmato a Napoli e messo in vendita, dove si trova tutt'oggi in attesa di acquirenti.